# L'enviat
L'enviat (títol original: The Minion) és una pel·lícula estatunidenco-canadenca d'acció dirigida per Jean-Marc Piché en 1998. Ha estat doblada al català.

## Argument
El 1999, durant unes obres al metro de Nova York es descobreixen unes antigues relíquies, un esquelet i una clau misteriosa. Lukas Sadorov, un vell agent secret i deixeble de l'Orde del Temple, s'uneix llavors a Karen Goodleaf, un famosa arqueòloga, per impedir que un ésser maligne que ha despertat dugui a terme una terrorífica missió: alliberar Satanàs.

## Repartiment
- Allen Altman: Dante
- Andy Bradshaw: Un fotògraf
- Tony Calabretta: Despatxador
- Donatiu Francks: Michael Baer
- Michael Greyeyes: Gray Eagle
- Arthur Holden: oficial del forense
- Roc LaFortune: David Schulman
- Dolph Lundgren: Lukas Sadorov
- Anik Matern:
- David Nerman: Tinent Roseberry
- Michel Perron: Giannelli
- Françoise Robertson: Karen Goodleaf
- Victoria Sánchez: traductor de la policia
- Dennis St John: Gregor
- Yvann Thibaudeau